# NGC 6180
NGC 6180 ist eine 14,1 mag helle elliptische Galaxie vom Hubble-Typ E? im Sternbild Herkules und etwa 406 Millionen Lichtjahre von der Milchstraße entfernt.
Sie wurde am 23. Juni 1876 von Édouard Stephan entdeckt.